# Amblyraja radiata

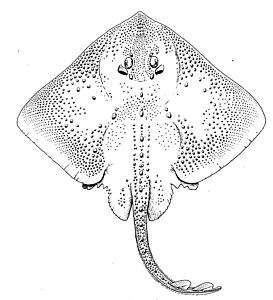
Amblyraja radiata

Amblyraja radiata és una espècie de peix de la família dels raids i de l'ordre dels raïformes.

## Morfologia
- Els mascles poden assolir 105 cm de longitud total i 11,4 kg de pes.[2][3]

## Reproducció
És ovípar i les femelles ponen càpsules d'ous, les quals presenten com unes banyes a la closca.

## Alimentació
Menja crustacis, peixos i poliquets. La seua dieta canvia a mesura que es fa més gros.

## Hàbitat
És un peix de clima temperat (72°N-33°N, 78°W-41°E) i demersal que viu entre 20-1.000 m de fondària.

## Distribució geogràfica
Es troba a Bèlgica, el Canadà, les Illes Anglonormandes, Dinamarca (incloent-hi Groenlàndia), les illes Fèroe, França (incloent-hi Saint-Pierre i Miquelon), Alemanya, Islàndia, Irlanda, els Països Baixos, Noruega (incloent-hi Svalbard), Polònia, Rússia, Sud-àfrica, Suècia, la Gran Bretanya i els Estats Units.

## Ús comercial
A Islàndia es comercialitza en salaó.

## Costums
És bentònic.

## Observacions
És inofensiu per als humans.